# Архангай
Архангай (на монголски: Архангай, буквално: Северен Хангай) е един от 21 аймаци в Монголия.
На север граничи с аймак Хьовсгьол, на юг с аймаците Баянхонгор и Йовьорхангай, на запад – със Завхан, а на изток – с Булган. Архангай е разположен по северните склонове на планинската верига Хангай.

## Обща информация
Архангай е създаден през 1931 година от частите на аймака Цецерлег Мандал Улин. По това време аймакът е разделен на 35 суми, с общо население от 65 333 души в 22 285 домакинства. Административният център Цецерлег е създаден около манастира Зая Хуре, който е построен през 1586 г.
Площта му е 55 300 квадратни километра, а населението – 95 994 души (по приблизителна оценка от декември 2018 г.).
Най-високата точка в аймака е връх Харлагтай с височина 3529 m., а най-ниската точка е при устието на реките Орхон и Тамир – 1290 m. Най-добре проучената планина в района е неактивният вулкан Хорго, който е част от Национален Парк Хорго-Терхин Цаган Нур.
Реките Чулут, Хануй и Тамир извират от тази част на планината Хангай, която е разположена в Архангай. Тези реки заедно с притоците им принадлежат към водосборния басейн на руско-монголската река Селенга. През източната част на аймака в сравнително къса отсечка минава река Орхон. В западната част на провинцията е разположено езерото Терхийн Цаган Нур (буквално: Бялото езеро), а на изток от него е разположена скалата Тайхар Чулу, която според легендата е била метната с всичка сила от великан и, падайки на земята, образувала Бялото езеро. Друго известно езеро е Йогий Нур, разположено в едноименния сум.
През зимата минималните температурите в Архангай стигат от -30 °C до -38 °C, а през лятото максималните варират в отрязъка 25 °C – 36 °C.
Административният център Цецерлег може да бъде достигнат чрез вътрешен полет Улан Батор – Цецерлег.

## Административно деление
| Сум           | Монголски    | Население (2005) |
| ------------- | ------------ | ---------------- |
| Батценгел     | Батцэнгэл    | 3800             |
| Булган        | Булган       | 2300             |
| Чулут         | Чулуут       | 3900             |
| Ерденебулган* | Эрдэнэбулган | 18 000           |
| Ерденемандал  | Эрдэнэмандал | 6400             |
| Их Тамир      | Их тамир     | 5700             |
| Жаргалант     | Жаргалант    | 4000             |
| Хангай        | Хангай       | 3100             |
| Хашат         | Хашаат       | 3600             |
| Хайрхан       | Хайрхан      | 3700             |
| Хотонт        | Хотонт       | 4800             |
| Йогий Нур     | Өгий нуур    | 3000             |
| Йолзийт       | Өлзийт       | 3100             |
| Йондьор Улан  | Өндөр-Улаан  | 5900             |
| Тарят         | Тариат       | 5100             |
| Тувшрулех     | Түвшрүүлэх   | 3400             |
| Цахир         | Цахир        | 2100             |
| Ценхер        | Цэнхэр       | 5900             |
| Цецерлег      | Цэцэрлэг     | 4100             |

* – сумът, в който е разположен град Цецерлег

## Галерия
- Изглед към езерото Терхин Цаган Нур
- Изглед от сум Тарят
- Кратерът на вулкана Хорго
- Манастир в Цецерлег